# Японски острови
Японските острови (на японски: 日本列島) са островен архипелаг, разположен в северозападната част на Тихия океан. На територията на тези острови е разположена азиатската държава Япония. Броят на островите с диаметър над 100 m е 6852, от които 430 са населени. Най-големи от тях са Хоншу, Хокайдо, Кюшу, Шикоку, съставляващи 97% от територията на Япония.

## Палеогеография
Геоложка еволюция на Японския архипелаг:
- Преди около 23 – 18 милиона години.
- Преди около 3,5 – 2 милиона години.
- Преди около 20 хиляди години.